# 大南斯拉夫

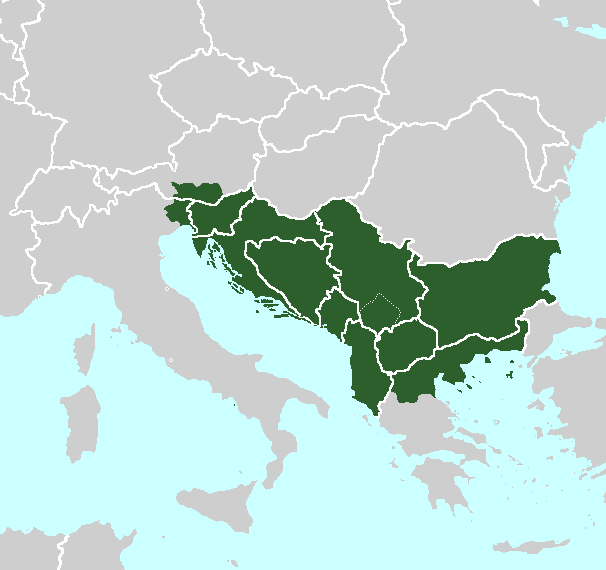
第二次世界大战后，约瑟普·布罗兹·铁托主张的大南斯拉夫（叠加在现今欧洲边界上）。

大南斯拉夫是指南斯拉夫的領土收復主義，其範圍包括所有南部斯拉夫人居住的土地，包括在曾是一國的塞爾維亞、克羅地亞、波斯尼亞和黑塞哥維那、斯洛文尼亞、蒙特內哥羅、瓦爾達爾馬其頓，與未成為南斯拉夫一部分的保加利亞、西色雷斯、希臘馬其頓。南斯拉夫王國曾謀求保加利亞加入南斯拉夫。南斯拉夫社會主義聯邦共和國曾謀求奧地利克恩頓州劃入南斯拉夫。

## 历史
南斯拉夫撤军的支持者包括君主主义者和共和主义者。在南斯拉夫于1918年成立之前几天，南斯拉夫政治家斯维托萨尔·普里比奇维奇宣布，南斯拉夫的边界应该“从索查河到塞薩洛尼基”。在两次世界大战期间提出将保加利亚纳入南斯拉夫的提议包括共和派人士声称与保加利亚结成一个完整的南斯拉夫，建立共和国是必要的，而另外一些人则声称，建立共和国不因为当时的保加利亚是一个王国，而声称君主立宪制将是一个适当加入南斯拉夫的形式。保加利亚的兹韦诺(Zveno)运动支持包括保加利亚和阿尔巴尼亚在内的南斯拉夫。 兹韦诺运动参加了1934年的保加利亚政变，政变支持者宣布他们打算立即与法国结盟，并谋求保加利亚加入南斯拉夫。
第二次世界大战开始后，1940年米兰·内迪奇将军提出，南斯拉夫应该加入轴心国并攻击希腊夺取塞薩洛尼基。第二次世界大战期间，英国政府支持南斯拉夫在战后建立大南斯拉夫，因为反对保加利亚政府加入轴心国，1941年5月批准马尔科姆·伯尔博士的论文，赞成将保加利亚於战争后并入南斯拉夫。但隨即在4月納粹德國及義大利入侵南斯拉夫，南斯拉夫戰役開始，軸心國瓜分了南斯拉夫，令此計劃無法實行。
第二次世界大战后，铁托宣称南斯拉夫拥有的里雅斯特和克恩顿邦，包括奥地利克恩顿邦的主权，说：“我们已经解放克恩顿邦，但国际条件令我们不得不暂时中止，克恩顿邦是我们的，而我们将争取它”。